# Clitocybe subsalmonea
Clitocybe subsalmonea är en svampart som beskrevs av Lamoure 1972. Clitocybe subsalmonea ingår i släktet Clitocybe och familjen Tricholomataceae.   Inga underarter finns listade i Catalogue of Life.